# Гринченко, Владимир Автономович
Владимир Автономович Гринченко (укр. Володимир Автономович Грінченко, 15 июля 1900, с. Мохуровка Диканьской волости Полтавской губернии — 19 апреля 1948, Полтава) — украинский советский археолог.
В начале 1920-х гг. работал лаборантом в археологическом отделе Центрального пролетарского музея Полтавщины, участвуя в раскопках памятников разных эпох под руководством М. Я. Рудинского. С 1925 учился в Екатеринославском высшем институте народного образования и работал в Екатеринославском историко-археологическом музее (1929-31). В 1928-30 — заместитель председателя Днепрогэсовской археологической экспедиции, во время которой нашёл один из крупнейших на Украине кладов — Кичкасский (Вознесенский). Поступил в аспирантуру в Украинский НИИ истории материальной культуры (Харьков), с 1936 г. — заведующий отдела рабовладельческого общества в Харьковском историческом музее. Позже учёный секретарь, с 1937 — и. о. директора Центрального исторического музея в Киеве. Проводил археологические экспедиции по берегам реки Ворскла (1925), в балках Колодезная (1928) и Канцерка (обнаружил древние гончарные горны 1 тыс. н. э.).
5 октября 1937 уволен с работы, поскольку состояние музея было подвергнуто критике в партийной прессе. В 1938-39 — заведующий фондами Института археологии АН УССР (Киев). В апреле 1939 арестован, 17 октября 1939 осуждён к 5 годам заключения по вымышленному обвинению в контрреволюционной деятельности и участии в антисоветской националистической организации. Отбывал наказание и жил в ссылке до 1946 в Красноярском крае. В начале 1948 работал в Институте археологии АН УССР. Реабилитирован посмертно в 1956 г.
В 2012 году по инициативе болгарской общины Запорожской области на здании заводоуправления компании «Запорожкокс» была открыта памятная доска Владимиру Гринченко.

## Публикации
- Грінченко В. Зі старої культури (укр.) // Знання. — 1925. — 26 січня (№ 4). — С. 17.
- Грінченко В. А. Пам'ятка VIII ст. коло с. Вознесенки на Запоріжжі (укр.) // Археологія. — Київ: Вид-во АН УРСР, 1950. — Т. III. — С. 37—63. Архивировано 15 декабря 2017 года.